# Всеукраїнське об'єднання тренерів з футболу
Всеукраїнське об'єднання тренерів з футболу — всеукраїнська громадська спортивна організація, заснована у 2016 році. Головна мета її діяльності — підвищення статусу, іміджу і престижу українського тренера з футболу. Для її реалізації планується проведення низку заходів, які дозволять значно поліпшити захищеність, інформованість, професійне зростання вітчизняних тренерів.
Всеукраїнське об'єднання тренерів з футболу тісно співпрацює з Федерацією футболу України, AFCEA (Альянс європейських футбольних асоціацій тренерів), а також організаторами чемпіонату України, профспілками, іншими футбольними об'єднаннями.

## Історія
На ініціативу Заслуженого тренера України Анатолія Бузника по створенню Всеукраїнського об'єднання тренерів з футболу з ентузіазмом відгукнулися фахівці футболу, вона була схвалена ФФУ, УПЛ, ПФЛ, колегами з аналогічних зарубіжних організацій.
19 травня 2016 року в Будинку футболу в столиці України був проведений позачерговий з'їзд Всеукраїнського об'єднання тренерів з футболу, на якому було обрано керівництво та правління організації.
Серед учасників позачергового з'їзду було багато відомих вітчизняних фахівців: Микола Павлов, Йожеф Сабо, В'ячеслав Грозний і інші тренери. Створення об'єднання українських тренерів підтримали також Андрій Шевченко, Олег Блохін, Мирон Маркевич, Сергій Ребров, Юрій Вернидуб, які не були присутні на з'їзді з поважних причин. Перед присутніми виступив президент Федерації футболу України Андрій Павелко, який запевнив у підтримці нового починання.
Всеукраїнське об'єднання тренерів з футболу піклується про ветеранів. Об'єднання ініціює створення музею «Історія і традиції українського тренерської школи», щоб зберегти для нових поколінь видатні імена Лобановського, Прокопенка, Кучеревського.
На сьогодні Всеукраїнське об'єднання тренерів з футболу вже об'єднало кілька десятків провідних вітчизняних фахівців. У планах — створення всеукраїнської мережі об'єднання, проведення різноманітних заходів та подальша плідна робота на благо українського футболу.

## Керівництво
- Микола Петрович Павлов — Президент
- Анатолій Іванович Бузнік — Генеральний секретар

### Члени Правління
- Семен Йосипович Альтман — член правління
- Леонід Йосипович Буряк — член правління
- Юрій Миколайович Вернидуб — член правління
- Анатолій Іванович Волобуєв — член правління
- В'ячеслав Вікторович Грозний — член правління
- Мирон Богданович Маркевич — член правління
- Сергій Станіславович Ребров — член правління
- Валерій Миколайович Шамардін — член правління
- Андрій Миколайович Шевченко — член правління